# حلبتا
حلبتا (به عربی: حلبتا) یک روستا در لبنان است که در شهرستان بعلبک واقع شده‌است.
 حلبتا   ۱٬۲۰۰ متر بالاتر از سطح دریا واقع شده‌است.